# 友愛グループ
友愛グループ（ゆうあいグループ）は、日本のプロテスタント系の福音派の団体。

## 概要
主に、JTJ宣教神学校を卒業した牧師が牧会している教会が加盟しているケースが多く見受けられる。
2011年現在、団体の代表者、牧会長は兼松一二師である。
なお2009年当時、90歳にて、教会を建てたひのかげキリスト教会（宮崎県西臼杵郡日之影町）の城尾マツ師は当グループに所属する。

## 所属教会
- 中井町友愛キリスト教会（神奈川県足柄上郡中井町）
- 新宿復興教会（東京都新宿区）
- 那須高原の森キリスト教会（栃木県那須郡那須町）
- 友愛キリスト教会（岐阜県各務原市）
- 宝塚ゴスペルハウス（兵庫県宝塚市）
- 高倉チャペル（兵庫県神戸市須磨区）
- ひのかげキリスト教会（宮崎県西臼杵郡日之影町）